# Михаило
Михаило или Михајло (хебр. מיכאל, Мијхаел) је мушко библијско име. Потиче из старохебрејског „Micha'el“ што представља реторичко питање и значи: „ко је као Бог?“. По јеврејском и хришћанском предању тако се зове први од седморице арханђела, који је победио Луцифера отеловљеног у облику аждаје. Ово је такође и календарско, светачко име. Гробна црква цара Душана на левој обали реке Бистрице недалеко од Призрена подигнута је у славу светитеља Михаила.

## Облици имена
- српски: Михаило, Михајло
- грчки:
- белоруски:
- немачки:
- енглески:
- фински:
- француски:
- италијански:
- мађарски:
- украјински:
- шкотски:
- шпански, португалски:
- каталонски:
- баскијски:
- румунски:
- руски:
- шведски:
- норвешки:
- пољски:
- чешки:

## Популарност
У јужној Аустралији је ово име 2004. било међу првих хиљаду имена по популарности, а 1998. међу првих шестсто.

## Изведена имена
У Србији се од давних времена користи и облик Михајло. Код неких народа постоји и женска варијанта имена. Од овог имена изведена су имена Мијаило, Мијалко, Мијат, Мијо, Мијушко, Мика, Микаило, Микан, Мики, Микица, Мико, Миха, Михана и Михаела.